# 薛啓榮
薛啓榮（？—？），福建省福州府閩縣人，清朝政治人物、進士出身。
光緒十五年（1889年），参加光緒己丑科殿試，登進士二甲72名。同年五月，改翰林院庶吉士。光緒十八年五月，散館，著以部属用。